# Albert White
Albert White (Oakland, Estados Unidos, 14 de mayo de 1895-Richmond (California), 8 de julio de 1982) fue un clavadista o saltador de trampolín estadounidense especializado en plataforma de 10 metros y trampolín de 3 metros, donde consiguió ser campeón olímpico en 1924 en ambas pruebas.

## Carrera deportiva
En los Juegos Olímpicos de 1924 celebrados en París (Francia) ganó la medalla de  en los saltos desde la plataforma de 10 metros, con una puntuación de 97 puntos, por delante de sus compatriotas los también estadounidenses David Fall y Clarence Pinkston; también ganó la medalla de oro en los saltos desde el trampolín de 3 metros.